# 双山水库
双山水库，位于中华人民共和国山东省青岛市平度市店子镇东部，双山河上游。水库总库容1120万立方米，兴利库容615万立方米，设计灌溉面积1.2万亩，有效灌溉面积1.7万亩。主、副坝均是土质坝，主坝长200米，最大坝高19.28米；副坝长1700米，最大坝高8米。